# No Frauds
No Frauds è un singolo della rapper trinidadiana Nicki Minaj, del rapper statunitense Lil Wayne e del rapper canadese Drake. Prodotto da Murda Beatz e Cubeatz, il brano è stato pubblicato come un singolo dal quarto album in studio della Minaj il 10 marzo 2017 insieme ad altri due singoli Changed It e Regret in Your Tears pubblicati nello stesso giorno dalle case discografiche Young Money Entertainment, Cash Money Records e Republic Records.

## Tracce
1. No Frauds – 4:34 (Onika Maraj, Dwayne Carter, Jr., Aubrey Graham, Brittany Hazzard, Shane Lindstrom, Tim Gomringer, Kevin Gomringer)

## Classifiche
| Classifica (2017)         | Posizione massima |
| ------------------------- | ----------------- |
| Austria                   | 73                |
| Canada                    | 25                |
| Francia                   | 41                |
| Germania                  | 95                |
| Regno Unito               | 49                |
| Regno Unito (R&B)         | 2                 |
| Stati Uniti               | 14                |
| Stati Uniti (R&B/hip-hop) | 8                 |
| Svezia                    | 94                |
| Svizzera                  | 50                |